# 洛林·马泽尔
洛林·马泽尔（英語：Lorin Maazel，1930年3月6日—2014年7月13日），美国指挥家，小提琴家，作曲家。以其敏锐，有时有些极端的演奏而闻名。

## 生平

### 早年
马泽尔出生在法国，父母是美国人，他在四岁时随父母移居美国，五岁时开始学习小提琴和钢琴，成长在美国。八岁时第一次公开指挥一支大学交响乐团，并于15岁时第一次小提琴演出。后来他在匹兹堡大学学习。

### 指挥生涯
1965年–1971年，他是柏林德意志歌劇院的指挥，1965年–1975年，柏林广播交响乐团；1972年–1982年，克利夫兰管弦乐团；1977年–1990年，法國國家管弦樂團；1982年–1984年，维也纳国家歌剧院；1988年–1996年，匹兹堡交响乐团；1993年–2002年，巴伐利亞廣播交響樂團；2002年，他接任了库尔特·马苏尔作为纽约爱乐乐团音乐总监的职务。
马泽尔曾经在1980至1986年、1994年、1996年、1999年和2005年指挥过维也纳新年音乐会。他的指挥风格清新、潇洒，稳重之中不乏幽默。有时还会担任乐队的小提琴独奏部分。他使用的是于1723年制作的斯特拉底瓦里琴。

### 逝世
2014年7月13日，马泽尔於弗吉尼亞州卡斯爾頓自己的農場莊園因肺炎併發症逝世，享年84歲。

## 作品節選

### 商業錄音
- 馬勒交響曲錄音集，维也纳爱乐乐团
- 西贝柳斯全本交響曲，維也納愛樂樂團，London (430 778-2)，1991年
- 柴可夫斯基全本交響曲，維也納愛樂樂團，London (430 787-2)，1991年

## 軼事
- 2008年2月24日，马泽尔率領紐約愛樂在北韓的東平壤大劇院舉行音樂會，為北韓建國後首次有美國樂團在北韓演奏，並第一次在北韓演奏美國國歌。